# Wilhelm Blanke (Widerstandskämpfer)
Wilhelm Blanke (* 29. Januar 1904 in Emmishofen, Schweiz; † 7. Dezember 1944 in der JVA Brandenburg-Görden) war ein deutscher Widerstandskämpfer, Spion für die Résistance und NS-Opfer.

## Leben

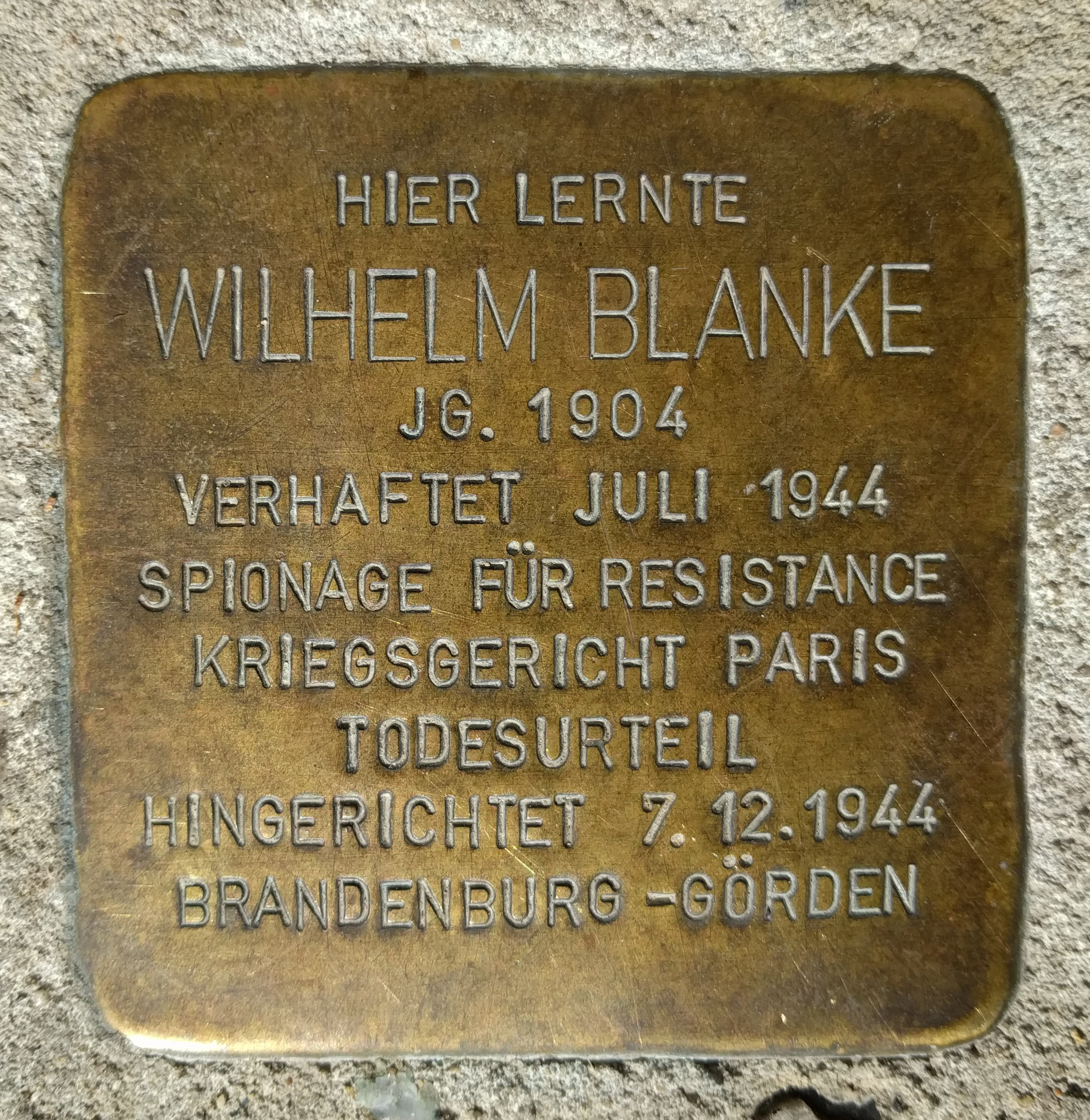
Stolperstein für Wilhelm Blanke am Schottenplatz 2 in Konstanz

Wilhelm Blanke war der Sohn des Konstanzer Verlegers Johannes Blanke und seiner Frau Emma, geb. Lindenmaier und hatte sechs Geschwister. 1922 legte er an der Zeppelin-Oberrealschule (heutiges Humboldt-Gymnasium) in Konstanz das Abitur ab. Er zog nach Frankreich und war als Fremdsprachenkorrespondent bei den Farbwerken Hoechst angestellt. 1937/38 reiste er ohne Wissen seiner Familie nach Barcelona und sympathisierte mit den Republikanern im Spanischen Bürgerkrieg; Details seiner Aktivitäten sind nicht bekannt.
Zu Beginn des Zweiten Weltkriegs wurde Blanke als Soldat eingezogen und wegen seiner guten französischen Sprachkenntnisse nach Paris in das Hôtel Majéstic versetzt, dem Sitz des Verwaltungsstabes von General Carl-Heinrich von Stülpnagel, Militärbefehlshaber im besetzten Frankreich, wo er als Sonderführer im Offiziersrang als Dolmetscher arbeitete. 1942 nahm er Kontakt zu Mitgliedern der Résistance auf, deren Aussagen er bei Verhören zu deren Gunsten übersetzte. Blanke lieferte den Mitgliedern der Résistance streng geheime Wehrmachtsberichte, welche diese nach Großbritannien weiterleiteten und informierte sie über bevorstehende Verhaftungen. Er hatte auch Kenntnis von der kritischen Einstellung seines Vorgesetzten von Stülpnagel gegenüber dem Nazi-Regime, schloss sich aber dem Widerstand der Wehrmachtsoffiziere gegen Hitler nicht an.
Im Frühsommer 1941 befreundete sich Blanke in Paris mit der aserbaidschanischen Emigrantin und Schriftstellerin Umm-El-Banine Assadoulaeff, genannt „Banine“, die zum Sympathisantenkreis der Résistance gehörte. Im Spätsommer 1941 lernte er durch sie die französische Journalistin, Historikerin und Schriftstellerin Janine Bouissounouse aus Longjumeau kennen, die ihn in ihren Tagebucheinträgen charakterisierte:
„Bei B[anine] habe ich den Antinazi-Deutschen getroffen. Natürlich höre ich mehr zu, als dass ich rede. Und ich sage mir, während ich ihm zuhöre, dass es sich um einen Provokateur handeln muss. Er ist ein Typ von ungefähr 40 Jahren, etwas schwerfällig, auf keinen Fall dumm, aber nicht für zwei Sous intellektuell; ein guter Beobachter und neugierig, über politische Dinge weiß er Bescheid“
In etlichen weiteren Tagebucheinträgen schildert Bouissounouse die Kritik von Blanke am deutschen Angriffskrieg gegen die Sowjetunion, den er verurteilte und als nicht zu gewinnen einschätzte.
Blanke wurde nach einer Denunziation am 10. Juni 1944 verhaftet, in das Wehrmachtsgefängnis Fresnes eingeliefert und mehrmals im Gestapo-Hauptquartier in der Rue des Saussaies verhört. Einen Tag nach dem gescheiterten Attentat gegen Hitler am 20. Juli 1944 wurde er am 21. Juli 1944 vom Deutschen Militärgericht im Pariser im Hotel Continental wegen seiner Kontakte zum französischen Widerstand zum Tod verurteilt und am 10. August 1944 nach Deutschland in das Zuchthaus Brandenburg-Görden überführt. Kurz vor seinem Tod verfasste Blanke einen Abschiedsbrief an seine Braut Marianne Stamm:
„Ich muß Abschied von Dir nehmen. In unendlicher Rührung und überströmender Liebe umarme ich Dich zum letzten Male, meine liebste Herzi. Mein letzter Gedanke gilt Dir. Ich hatte so schöne Pläne für uns beide gemacht, sie sollten dich dann überraschen. Liebe Menschen werden meine Stelle ersetzen. Dein Wilhelm“.
Wilhelm Blanke wurde am 7. Dezember 1944 im Zuchthaus Brandenburg-Görden hingerichtet.

## Gedenken
Zu seinem Gedenken wurde am 3. Mai 2017 vor dem Humboldt-Gymnasium am Schottenplatz 2 in Konstanz ein Stolperstein verlegt.